# ANKFY1
ANKFY1‏ (Ankyrin repeat and FYVE domain containing 1) هوَ بروتين يُشَفر بواسطة جين ANKFY1 في الإنسان.